# أبيام
أبيام أو أبيا (ومعناه «أبو البحر» أو «أبو اليم») بحسب العهد القديم؛ هو الملك الرابع لبيت داود والملك الثاني لمملكة يهوذا، وهو ابن رحبعام وأمه معكة، وحفيد سليمان.
ذُكر في سفر الملوك الثاني وأخبار الأيام، ولقد وجد العلماء أن الروايات الكتابية لعائلة أبيام متناقضة، حين تم اقتراح عدد من النظريات، فحسب النص الكتابي تزوج تزوجت أبيام من 14 زوجة، وأنجب 22 ولدًا و16 بنتًا.

## فترة حكمه
بعد وفاة رحبعام، خلف ابنه أبيام العرش ملكا ليهوذا، بدأ حكمه الذي استمر ثلاث سنوات، وحاول بجهد مضنٍ توحيد القبائل العشر في شمال مملكة إسرائيل إلى مملكته لكنه لم ينجح.
بعد صعود أبيام إلى العرش في العام الثامن عشر للملك يربعام الأول ملك إسرائيل، سار شمالًا بهدف استعادة إسرائيل إلى مملكة داود. وحاصر يربعام جيش أبيام في معركة جبل صمارايم، لكن انتصر أبيام في النهاية. واستولى على بيت إيل وقراها، ويشانة وقراها، وعفرون وقراها.